# Байрамов, Солтанага Нехмет оглы
Солтанага Нехмет оглы Байрамов (азерб. Soltanağa Nəhmət oğlu Bayramov; 17 октября 1936 — 23 августа 1993) — военнослужащий врач, Вооружённых сил Республики Азербайджан, Национальный Герой Азербайджана (1993).

## Биография
Родился Солтанага Байрамов 17 октября 1936 года в селе Шюрук, Ленкоранского района, Азербайджанской ССР. Среднее образование, обучаясь в школе, получил в Астаринском районе. В 1957 году завершил обучение в медицинском училище в Ленкорани. Сразу же начал свою трудовую деятельность, работая в военном госпитале. В 1967 году трудился физиотерапевтом, а затем рентгенологом-техником.
За время работы в госпитале Солтанага Байрамов получил звание "Отличник здравоохранения". Во время армяно-азербайджанского конфликта он продолжал работать в медицинском учреждении, помогал раненным солдатам восстанавливаться и возвращаться в строй. Он сумел поставить на ноги и внёс большой вклад в выздоровление и возвращение к активной жизни нескольких десятков солдат Национальной армии Азербайджана.
Байрамов трагически погиб, во время кровопролитных противостояний с отрядом Аликрама Гумбатова, идеолога «Талышской Муганской Республики», в южных районах Азербайджана в августе 1993 года.
Солтанага был женат, имел четверых детей.

## Память
Указом Президента Азербайджанской Республики № 740 от 24 августа 1993 года Солтанаге Нехмет оглы Байрамову было присвоено звание Национального Героя Азербайджана (посмертно).
Похоронен в Аллее Шехидов города Ленкорань.
Одна из улиц города Ленкорань названа именем Национального Героя Азербайджана. Также в Ленкорани ему установлен бюст. На здании, где он проживал установлена мемориальная доска.